# Cogula
Cogula é uma povoação portuguesa sede da Freguesia de Cogula do Município de Trancoso, freguesia com 4,37 km² de área e 168 habitantes (censo de 2021), e, por isso, uma densidade populacional de 38,4 hab./km².

## Demografia
A população registada nos censos foi:
| Distribuição da População por Grupos Etários | Distribuição da População por Grupos Etários | Distribuição da População por Grupos Etários | Distribuição da População por Grupos Etários | Distribuição da População por Grupos Etários |
| -------------------------------------------- | -------------------------------------------- | -------------------------------------------- | -------------------------------------------- | -------------------------------------------- |
| Ano                                          | 0-14 Anos                                    | 15-24 Anos                                   | 25-64 Anos                                   | > 65 Anos                                    |
| 2001                                         | 24                                           | 33                                           | 108                                          | 63                                           |
| 2011                                         | 19                                           | 18                                           | 70                                           | 88                                           |
| 2021                                         | 13                                           | 10                                           | 63                                           | 82                                           |

## Património
- Igreja Matriz de Cogula
- Capela de São Silvestre
- Solar da Cogula

## Festividades
- Imaculada Conceição - Realiza-se a 8 de dezembro
- Festa dos Tremoços
- Festejos a S. Silvestre - Realizada na Capela do mesmo

## Coletividades
- Associação para o Desenvolvimento Social e Cultural de Cogula
- Sociedade de Instrução e Recreio Cogulense